# إلوي رويز
إلوي رويز (بالإسبانية: Eloy Ruiz)‏ هو دراج إسباني، ولد في 7 يناير 1989 في مويينا في إسبانيا.